# Кырья
Кырья — река в России, протекает в городском округе Карпинск Свердловской области. Устье реки находится в 236 км по левому берегу реки Косьва. Длина реки составляет 47 км, площадь водосборного бассейна — 457 км².
Исток реки на границе с Новолялинским районом в 20 км к северо-западу от посёлка Павда. Исток находится на восточных склонах Среднего Урала на глобальном водоразделе Волги и Оби, рядом берёт начало река Павда. Генеральное направление течения — северо-запад. Скорость течения быстрая, в верховьях достигает 0,8 м/с, в низовьях снижается до 0,4 м/с.
Кырья течёт по ненаселённой местности среди гор и холмов, покрытых таёжным лесом. Собирает воду большого числа притоков, большая часть которых представляет собой небольшие ручьи, стекающие с окрестных холмов. Ширина в среднем течении около 20 метров, в низовьях расширяется до 35-40 м. Впадает в Косьву в 6 км выше устья Тыпыла.

## Притоки (км от устья)
- 2,7 км: река Сухая Кырья (лв)
- 14 км: река Ослянка (лв)
- 21 км: река Полькас (лв)
- 37 км: река Лялинская Рассоха (лв)

## Данные водного реестра
По данным государственного водного реестра России относится к Камскому бассейновому округу, водохозяйственный участок реки — Косьва от истока до Широковского гидроузла, речной подбассейн реки — бассейны притоков Камы до впадения Белой. Речной бассейн реки — Кама.
Код объекта в государственном водном реестре — 10010100312111100008478.